# Octarrhena vanvuurenii
Octarrhena vanvuurenii är en orkidéart som beskrevs av Johannes Jacobus Smith. Octarrhena vanvuurenii ingår i släktet Octarrhena och familjen orkidéer.
Artens utbredningsområde är Sulawesi. Inga underarter finns listade i Catalogue of Life.